# Li Qingyun
Li Qingyun (chinois : 李清云 ; pinyin : lǐ qīngyún), parfois orthographié Li Qingyuen, né à une date inconnue et mort le 4 ou le 6 mai 1933, est un médecin, pharmacien et herboriste de médecine chinoise traditionnelle. Il est connu pour sa longévité supposément extrême, loin devant le record officiel détenu par Jeanne Calment. Cependant, sa date de naissance réelle n'a pas pu être déterminée avec certitude et sa prétendue longévité est considérée comme un mythe par des gérontologues.

## Biographie
Pour maintenir la forme, il se nourrissait quotidiennement de plantes dont des baies de goji ou du ginseng et pratiquait le qi gong, des exercices de santé taoïstes.
Un article du Time magazine du 15 mai 1933 dit que ce médecin qui vivait dans la province du Sichuan déclarait lui-même avoir l'âge de 197 ans et être né en 1736. À l'âge de dix ans, il aurait parcouru les provinces de Gansu, Shaanxi, ainsi que le Tibet, le Annam, le Siam et se serait également rendu en Mandchourie pour réunir des plantes médicinales. Il aurait continué à réunir des herbes pendant les cent premières années de sa vie. Il se serait majoritairement nourri d'herbes et de vin de riz.
Un article du New York Times raconte, qu'en 1930, Hu Zhongqian (胡忠谦), professeur de l'université de Chengdu aurait trouvé son acte de naissance, qui daterait de 1677. En 1827, le gouvernement lui aurait offert un cadeau pour son 150e anniversaire. D'après les journaux de cette époque, sa main droite possédait des ongles mesurant 15 cm de long.
Yang Jwing-Ming (杨俊敏, yáng jùnmǐn), un médecin chinois né à Taïwan, pratiquant la médecine traditionnelle chinoise et la médecine moderne occidentale, vivant aux États-Unis et enseignant la médecine chinoise et les arts martiaux chinois de par le monde, écrit dans son ouvrage « Muscle/Tendon Changing and Marrow/Brain Washing Chi Kung – The Secret of Youth », décrit qu'il s’exerçait au qi gong et était un expert en herboristerie et qu'il aurait passé la majorité de sa vie en haut des montagnes.
En 1927, le général Yang Sen (杨森) de l'Armée nationale révolutionnaire invite Li Qingyun dans son cantonnement du xian de Wan’an (万县), alors dans le Sichuan (ce xian est entré depuis 1997 dans la municipalité de Chongqing). C'est à ce moment que son portrait photographique aurait été effectué. Après sa mort le général aurait écrit un rapport des recherches qu'il aurait effectuées à son propos intitulé Un homme chanceux de 250 ans (« 一个250岁长寿老人的真实记载 »).